# Rudi Babič
Rudi Babič, slovenski rudarski inženir, univerzitetni profesor in gospodarstvenik, * 8. april 1920, Hrastnik, † 18. avgust 1998, Trbovlje.
Babič je leta 1948 na Naravoslovnotehniški fakulteti v Ljubljani diplomiral iz rudarstva. Na isti fakulteti je  1975 tudi doktoriral ter 1976 postal izredni profesor za rudarsko strojništvo. Projektiral in konstruiral je rudarske strojne naprave in se ukvarjal z ekonomiko v gospodarstvu. Od leta 1948 do 1972 je bil konstruktor, tehnični direktor in direktor STT v Trbovljah, 1972 do 1978 podpredsednik GZS in 1978 do 1983 direktor Gradbenega industrijskega kombinata v Zagorju ob Savi.
Babič je izdelal sedem večjih rudarskih projektov (mdr. izvažalna naprava za poglabljanje jaškov, gumijasti transporterji idr.) in napisal več strokovnih in znanstvenih člankov.